# 马路湾街道
马路湾街道，是中华人民共和国辽宁省沈阳市和平区下辖的一个乡镇级行政单位。

## 行政区划
马路湾街道下辖以下地区：
城中花园社区、嘉兴社区、省委社区、四平街社区、长兴社区、振兴社区、电业社区、铁厦社区、太平里社区、光复里社区、建科社区、南九社区、鑫贸社区、光明社区、湖畔社区和辽声社区。